# Juan Pío de Montúfar y Frasso
Juan Pío de Montúfar y Frasso (Granada, 18 de julio de 1702-Quito, 24 de septiembre de 1761), I marqués de Selva Alegre, vizconde previo de Tacar, caballero de la Orden de Santiago, señor de Tamajón y Tinajas, y Consejero de Indias de Fernando VI. Fue un noble español que ejerció como el vigésimo primer presidente de la Real Audiencia de Quito entre los años 1757 y 1761, es conocido, además, por ser el padre de Juan Pío, Joaquín y Pedro de Montúfar y Larrea-Zurbano, destacados próceres de la independencia ecuatoriana.

## Biografía
Bautizado como Juan José María Pío de Montúfar y Frasso-Apietto del Corro, fue el tercero entre cinco hijos del segundo matrimonio del madrileño Sebastián de Montúfar y Porras, rector de la Universidad de Alcalá, oidor de la Chancillería de Granada y miembro del Consejo de Su Majestad, con la dama Josefa Frasso-Apietto del Corro. Los Montúfar eran una familia castellana de cortesanos y letrados, cuya casa solar se encontraba en el pueblo de Tamajón, de la provincia española de Guadalajara. Su abuelo, Juan de Montúfar y Enríquez de Villacorta, había sido pagador de la Casa Real de Castilla y gentilhombre del Rey.
Con sólo 10 años de edad, Juan Pío ingresó en la Orden de Santiago, en la que llegaría a ser caballero. El 2 de octubre de 1728 el virrey del Perú, José de Armendáriz marqués de Castelfuerte, le nombró comisario general de Caballería del batallón de Arequipa. Fue, además, procurador general del mismo territorio arequipeño ante la Corte de España, y por tres años también corregidor y Justicia mayor de la provincia peruana de Camaná. Montúfar era el heredero de un mayorazgo constituido por casas que se alquilaban a viajeros y transeúntes en Madrid, mientras que en Arequipa poseía valiosas haciendas que le permitían obtener rentas muy altas.
Obtuvo el Marquesado de Selva Alegre mediante Real Cédula emitida el 13 de julio de 1747, y firmada por Fernando VI en el Palacio del Buen Retiro, en la que se le concedió también el vizcondado previo de Tacar. Montúfar y Frasso constituyó, además, un mayorazgo para vincular sus propiedades tanto en España como en América, autorizado mediante Real Cédula expedida por el rey Carlos III el 24 de noviembre de 1759.

### Matrimonios y descendencia

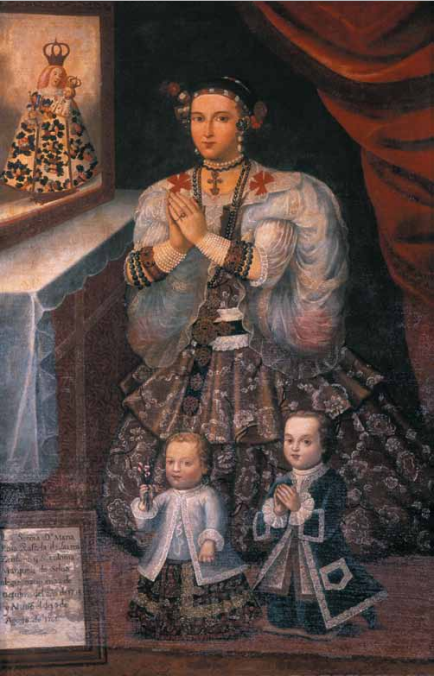
Rosa de Larrea-Zurbano y Santa Coloma junto a sus hijos menores: Ignacio (der) y Joaquín (izq).

En 1721, mientras vivía en Arequipa, Montúfar se casó con la dama Martina Aldonza de Taborga y Durana, dos años mayor que él y de quien enviudó al poco tiempo sin haber engendrado descendencia.
En 1755 conocería a la quiteña Rosa de Larrea-Zurbano y Santa Coloma, de 23 años de edad y treinta menor que él, con quien decidió contraer segundas nupcias sin esperar la debida dispensa de Madrid, pues su condición de presidente de la Audiencia no le permitía casarse con mujeres del lugar donde tuviera mando, para así evitar conflictos de intereses.
Un fraile instó al Marqués a exponerse a las reprimendas de la Corte española antes que lesionar el honor de la joven Marquesa y de sus descendientes, por lo que el matrimonio fue registrado y hecho público poco antes del nacimiento del segundo hijo de la pareja. Rosa de Larrea-Zurbano murió el 5 de agosto de 1761, causándole un dolor tan grande al Marqués, que le siguió a la tumba menos de dos meses después dejando en la orfandad cuatro hijos varones:
- Juan Pío de Montúfar y Larrea-Zurbano, II marqués de Selva Alegre y presidente de la Primera Junta de Gobierno Autónoma de Quito (1809).
- Pedro de Montúfar y Larrea-Zurbano, general del ejército independentista en el Proceso revolucionario de Quito (1809-1812).
- Ignacio María de Montúfar y Larrea-Zurbano, que partió a Madrid muy joven.
- Joaquín de Montúfar y Larrea-Zurbano, soldado del ejército independentista en el Proceso revolucionario de Quito (1809-1812).

## Presidente de Quito
Asignado a América desde temprana edad, Montúfar había regresado a España y consignó treinta y dos mil pesos fuertes en la Tesorería Real como servicio a Su Majestad, aunque en realidad se trató de un pago para que le fuera concedido el cargo de Presidente de la Real Audiencia de Quito. El 16 de junio de 1747, en el Palacio del Buen Retiro, el rey Fernando VI firmó la Real Cédula mediante la cual lo nombraba como su representante en suelo quitense, pero Montúfar emprendió su viaje de regreso a América recién en 1752, tocando tierra en La Habana, Buenos Aires y Lima.
Arribó a Guayaquil a mediados de 1753, ciudad a la que un año más tarde describiría como una de las plazas más estimables de América y de las más preciosas de su Gobierno. Mientras avanzaba hacia la capital, en julio recibió el primer homenaje del Cabildo quiteño que le dio encuentro en Riobamba, y el 22 de septiembre hizo entrada solemne a la ciudad de Quito sobre un corcel con silla de plata, encontrándose en la Plazoleta de San Sebastián con su antecesor Fernando Sánchez de Orellana, II marqués de Solanda, quien le entregó personalmente el bastón de mando.
Fue una autoridad que en el plano ejecutivo se ocupó de absolutamente todos los temas concernientes al territorio y al Cabildo, mientras que en el económico se mostró austero, reduciendo significativamente los egresos destinados a recepciones vanas de las autoridades civiles y eclesiásticas. Durante su mandato debió enfrentar los devastadores efectos de los terremotos de 1757 y 1760, que destruyeron varios edificios de la ciudad de Quito, por lo que donó su sueldo de Presidente para la reconstrucción de la iglesia de Santa Catalina, que se había venido abajo casi en su totalidad.
Tras el terremoto de 1757 y las continuas erupciones del Cotopaxi, que dejaron a Latacunga en deplorable estado, Montúfar solicitó a la corona que se exonere a dicha ciudad del pago de tributos y que se rebajara el rédito anual de los capitales impuestos a censo. Por causa del mismo sismo, el presidente debió reedificar el Palacio Real en 1758, fecha en la que el sacerdote italiano Mario Cicala describe los trabajos que habían costado ochenta mil escudos y le habían devuelto su fachada de dos pisos, tres magníficas escaleras, doce locales comerciales en los bajos, varios balcones, salas y antecámaras, todas muy luminosas. El Marqués había mandado a traer de Europa y Lima docenas de finos muebles y tapices, suficientes para adornar unas cuarenta habitaciones, pero se quedó sin tener dónde poner más de la mitad.

## Fallecimiento
A su muerte por insuficiencia cardíaca, acaecida el 24 de septiembre de 1761, el Marqués de Selva Alegre contaba con 59 años de edad y había sido promovido a una plaza como Consejero en el Real Consejo de Indias. Los solemnes funerales de Montúfar fueron presididos por el deán Fernando Sánchez de Orellana, que por azares del destino había sido su predecesor en la presidencia antes de abrazar los hábitos eclesiásticos, y en ellos  su cuerpo embalsamado estuvo expuesto dos días en el Palacio Real, vestido con uniforme militar, tendido sobre el manto rojo de caballero de Santiago y sosteniendo entre sus manos un bastón con empuñadura de oro que simbolizaba su mando. Fue sepultado junto a su segunda esposa, que había partido poco menos de dos meses antes, en las bóvedas de la iglesia de la Merced.
Previamente, el Marqués había testado en Quito el 7 de mayo de 1761 y, nuevamente más tarde, el 19 de septiembre del mismo año, pocos días antes de su muerte. Sus cuatro hijos aún pequeños quedaron al cuidado de los abuelos maternos, el general Ignacio de Larrea-Zurbano y Dávalos y doña Catalina de Santa Coloma y Gondra, quienes les propiciaron amorosos cuidados y una esmerada educación digna de su estirpe. Poco tiempo después, y debido a que la dispensa del matrimonio de sus padres había tardado mucho, pudieron ser finalmente bautizados el mismo día y con poderosos padrinos.